# Finale de la Coupe des clubs champions européens 1981-1982
La finale de la Coupe des clubs champions européens 1981-1982 voit Aston Villa remporter son premier titre de champion d'Europe. Il s'agit du sixième sacre consécutif pour le football anglais.

## Parcours des finalistes
Note : dans les résultats ci-dessous, le score du finaliste est toujours donné en premier (D : domicile ; E : extérieur).
| Aston Villa     | Aston Villa | Aston Villa | Aston Villa |                     | Bayern Munich         | Bayern Munich | Bayern Munich | Bayern Munich | Bayern Munich |
| --------------- | ----------- | ----------- | ----------- | ------------------- | --------------------- | ------------- | ------------- | ------------- | ------------- |
| Adversaire      | Total       | Aller       | Retour      | Tour                | Adversaire            | Total         | Aller         | Retour        |               |
| Valur Reykjavik | 7 - 0       | 5 - 0 (D)   | 2 - 0 (E)   | Seizièmes de finale | Östers IF             | 6 - 0         | 1 - 0 (E)     | 5 - 0 (D)     |               |
| BFC Dynamo      | 2E - 2      | 2 - 1 (E)   | 0 - 1 (D)   | Huitièmes de finale | Benfica Lisbonne      | 4 - 1         | 0 - 0 (E)     | 4 - 1 (D)     |               |
| Dynamo Kiev     | 2 - 0       | 0 - 0 (E)   | 2 - 0 (D)   | Quarts de finale    | Universitatea Craiova | 3 - 1         | 2 - 0 (E)     | 1 - 1 (D)     |               |
| RSC Anderlecht  | 1 - 0       | 1 - 0 (D)   | 0 - 0 (E)   | Demi-finales        | CSKA Sofia            | 7 - 4         | 3 - 4 (E)     | 4 - 0 (D)     |               |

## Feuille de match
| 26 mai 1982  | Aston Villa | 1 – 0   | Bayern Munich | Feyenoord Stadion, Rotterdam                     |                                                  |
| 20 h 15 CEST | Withe 67e   | (0 - 0) |               | Spectateurs : 46 000 Arbitrage : Georges Konrath | Spectateurs : 46 000 Arbitrage : Georges Konrath |
| 20 h 15 CEST | Rapport     |         |               | Spectateurs : 46 000 Arbitrage : Georges Konrath | Spectateurs : 46 000 Arbitrage : Georges Konrath |

| Aston Villa | Bayern Munich |

|               |    |                 |     |    |
|               |    |                 |     |    |
| G             | 1  | Jimmy Rimmer    |     | 9e |
| D             | 2  | Kenny Swain     |     |    |
| D             | 3  | Gary Williams   | 38e |    |
| D             | 4  | Allan Evans     |     |    |
| D             | 5  | Ken McNaught    |     |    |
| M             | 6  | Dennis Mortimer |     |    |
| M             | 7  | Des Bremner     |     |    |
| A             | 8  | Gary Shaw       |     |    |
| A             | 9  | Peter Withe     |     |    |
| M             | 10 | Gordon Cowans   |     |    |
| M             | 11 | Tony Morley     |     |    |
| Remplaçants : |    |                 |     |    |
| G             | 16 | Nigel Spink     |     | 9e |
| D             |    | Colin Gibson    |     |    |
| M             |    | Andy Blair      |     |    |
| M             |    | Pat Heard       |     |    |
| A             |    | David Geddis    |     |    |
| Entraîneur :  |    |                 |     |    |
| Tony Barton   |    |                 |     |    |

|               |    |                       |  |     |
|               |    |                       |  |     |
| G             | 1  | Manfred Müller        |  |     |
| D             | 2  | Wolfgang Dremmler     |  |     |
| D             | 3  | Udo Horsmann          |  |     |
| D             | 4  | Hans Weiner           |  |     |
| D             | 5  | Klaus Augenthaler     |  |     |
| M             | 6  | Wolfgang Kraus        |  | 78e |
| M             | 7  | Bernd Dürnberger      |  |     |
| M             | 8  | Paul Breitner         |  |     |
| A             | 9  | Dieter Hoeneß         |  |     |
| M             | 10 | Reinhold Mathy        |  | 51e |
| A             | 11 | Karl-Heinz Rummenigge |  |     |
| Remplaçants : |    |                       |  |     |
| M             | 16 | Günter Güttler        |  | 51e |
| M             | 13 | Kurt Niedermayer      |  | 78e |
| G             |    | Walter Junghans       |  |     |
| Entraîneur :  |    |                       |  |     |
| Pál Csernai   |    |                       |  |     |